# Бани в Санкт-Петербурге
Общественные бани в Санкт-Петербурге выступали неотъемлемой частью городской жизни. До распространения водопровода и возможности умываться домa, горожане соблюдали чистоту тела в общественных банях. Такие заведения посещали представитель самых разных сословий. Городская дума Петербурга уделяла баням особое внимание, так как среди думцев было много поклонников бань. Петербургские бани становились местами действия в литературных произведениях Чехова или Лейкина.
В ранний период истории города представители знати пренебрегали общественными банями, следуя европейской моде, где мытьё тела считалось необязательным. Существовавшие тогда торговые бани обслуживали в основном низшие сословия. Однако к концу XIX века, когда идея общественной гигиены начала преобладать в Европе: отношение к баням в Петербурге тоже стало меняться лучшею сторону, и среди бань стали появляться фешенебельные заведения. Тем не менее, значительная часть городских бань по-прежнему находилась в неудовлетворительном санитарном состоянии.
В советский период, особенно в его ранние годы, общественные бани строились как монументальные здания, ставшие яркими примерами ленинградского авангарда. Поскольку вплоть до середины XX века большинство жителей не имело душа в собственном жилье, бани продолжали играть важную роль в общественной жизни города. В начале XXI века унаследованные от советской эпохи бани постепенно приходили в упадок и закрывались, а сама банная индустрия переживала трансформацию — от места соблюдения гигиены к пространствам для отдыха и досуга.

## XVIII век
Бани стали появляться практически сразу после основания Санкт-Петербурга. Пётр I первое время посещал общественные бани, пока не построил собственные в Петергофе. Такие заведения строились по традициям русской бани, где помещения раскалялись и камни обдавались водой. Так как Пётр запретил вырубку леса у города, цена на древесину для отопления бани была высока, зачастую выше самого посещения бани.

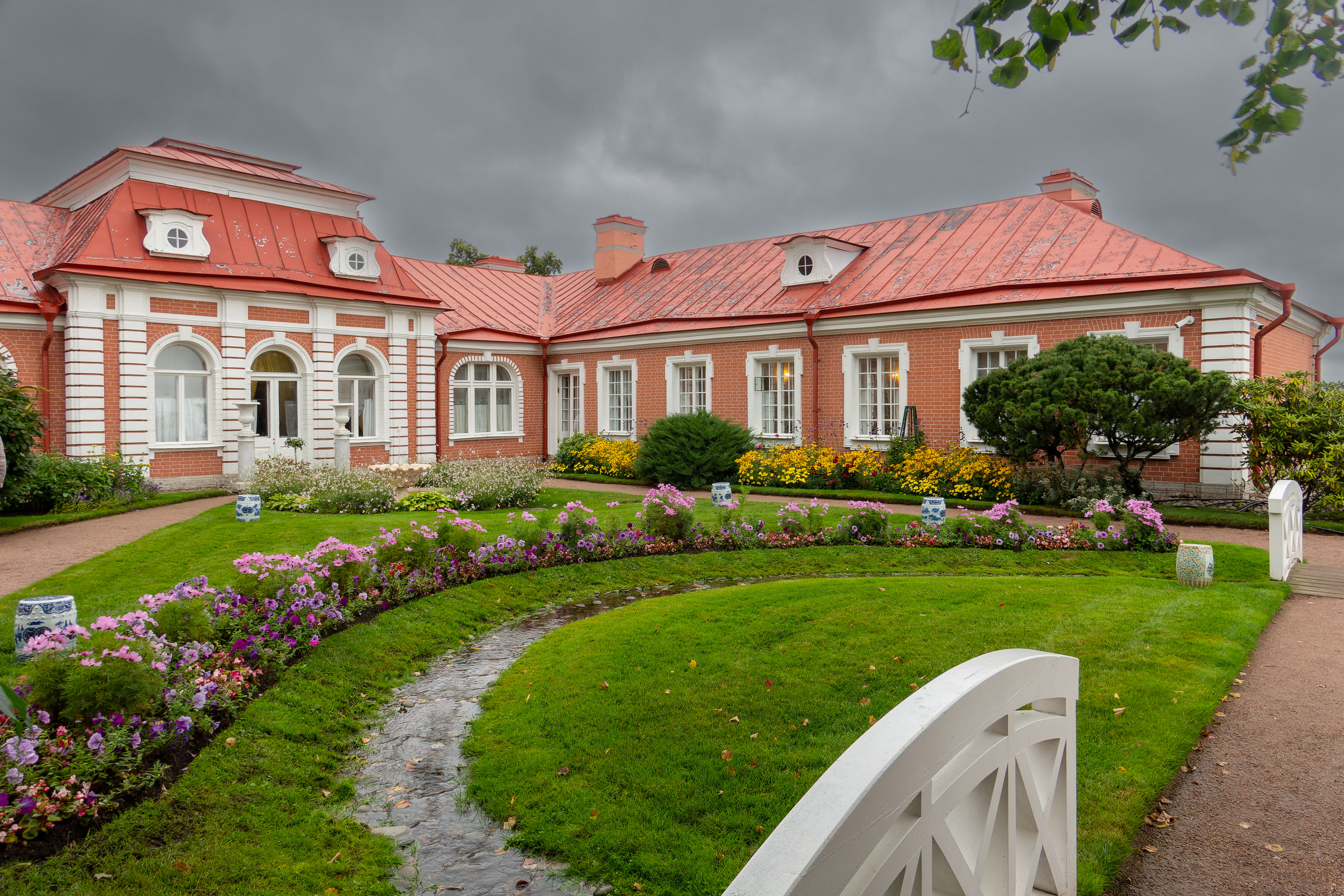
Банный корпус, построенный при Елизавете Петровне на месте скромной деревянной мыльни Петра I

Население нового города периодически после работы посещало бани. В таких заведениях продолжали соблюдать старинные банные обычаи. Бани стали для многих горожан центром отдыха и паломничества. Русские мылись в них один или два раза в неделю. В 1710 году в городе домовые бани были в каждом втором офицерском доме и в каждом четвёртом солдатском/пушкарском. Общественные бани также играли важную роль в жизни представителей высшего класса и интеллигенции. О любви к постоянным посещениям бань рассказывали иностранные путешественники XVIII века, замечая простолюдин, грязных лохмотьями и чистых телом. Простолюдины как минимум один раз в неделю обновляли одежду и посещали баню. Для иностранцев такая традиция выглядела диковинно, особенно то, что в зиму голые посетители бань, как мужчины, так и женщины у всех на виду могли выскакивать голыми, резвиться в снегу или нырять в реку. В этих ситуациях речь шла о сельской местности вокруг ещё небольшого города.
В XVIII веки торговые бани держались крестьянами и располагались в обветшалых деревянных домах немного позже — гильдейскими купцами, чиновниками и губернскими секретарями. В 1705 и 1706 годах в городе имелось более 30 торговых бань. Адреса ранних бань не сохранились до наших дней. Самые изысканные бани с лепниной были оборудованы в домах богатых людей. Бани для богатых обустраивали в домах и дворах при домах, где помимо двора и паровых комнат имелись комнаты для отдыха. Бани для богатых также могли обустраивать на французский манер. Крупное здание бань для её величества Анны Иоановны построил архитектор Растрелли, которое однако было снесено уже в 1770-х годах. Другой роскошный комплекс был построен Чарлзом Камероном в Зимнем дворце в конце XVIII века. Много торговых бань присутствовало у фабрик.

### Борьба с частными банями
Хотя в первый год после основания города Пётр I позволил всем желающим возводить бани, чтобы пополнить городскую казну, уже в 1704 году издал «устав о банном сборе» на торговые и домовые бани, а также поощрял устройство торговых бань в городе. В 1705 году бани, имевшие доходы более 50 рублей в год, обязывались платить по рублю, а меньше 50 — по 15 копеек. В 1723 году доходы с бань составляли 1102 рубля и были одними из крупнейших после доходов с таверн. Общественные бани приписывалось строить вдалеке друг от друга, чтобы не переманивать посетителей. Так как торговые бани были склонны с быстрому обветшанию, их владение сопровождалось финансовыми рисками, и купцам позволяли платить меньший оброк в казну в первое время. В 1757 году сборы составляли уже более 10 000 рублей, при этом бани были склонны недоплачивать оброк.
Наоборот, владельцев собственных бань начали всячески ограничивать. Это было обусловлено тем, что домовые бани часто работали, как торговые и их владельцы отнимали доходы у торговых бань, а значит ухудшали поступление денег в казну. Вначале владельцев частных бань обложили налогами, как торговые бани. Частникам в 1719 году было запрещено топить бани в любые дни кроме субботы и за деньги приглашать к себе других посетителей, чтобы не страдал бизнес торговых бань. Уже в 1720 новым указом было запрещено новым переселенцам — подлым строить собственные бани. Для них были отстроены казённые мыльни на набережной реки Мойки, где за вход брали копейку. Эти действия были направлены и на борьбу с пожарами, так как многие крестьяне строили курные печи (без трубы), которые строго воспрещалось возводить. В деревнях такие сооружения ставили подальше от дома, но в городе бани стали главными источниками пожаров.

## XIX век
Открыв дверь этой комнаты, я остолбенел: […] Шум, гам, крики. Стыда у них не малейшего: мужчины моют женщин, женщины — мужчин. […] Минут через десять я пожаловался на жару и убежал, возмущённый этой безнравственностью, которая здесь, в Петербурге, считается настолько естественной, что о ней даже не говорят
— Александр Дюма «Учитель фехтования»
Если в раннем периоде общественные бани были деревянными, то в XIX веке в Петербурге начали массово строить бани в кирпичных постройках, носивших имена своих владельцев. Бани стояли в основном на крупных улицах — Невском, Московском, Лермонтовском, Геслеровском проспектах. Многие здания, размещавшие в себе бани выделялись примечательной архитектурой. Особую славу приобрели талевские бани, украшенные мраморными ванными. Бани оказали влияние на топонимику города, в 1840 году появился Банный переулок.

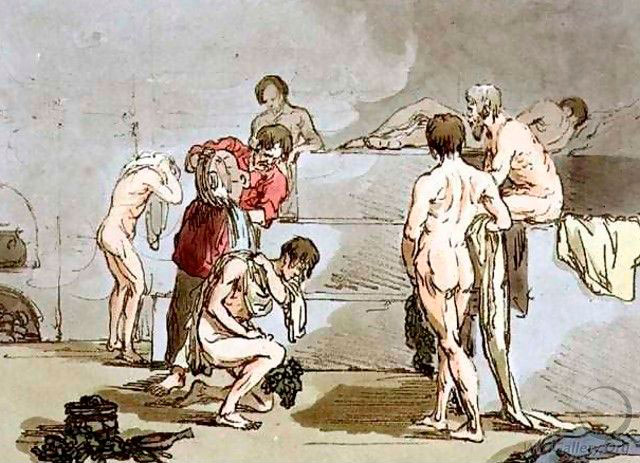
Общественные бани, начало XIX века, Джон Аткинсон

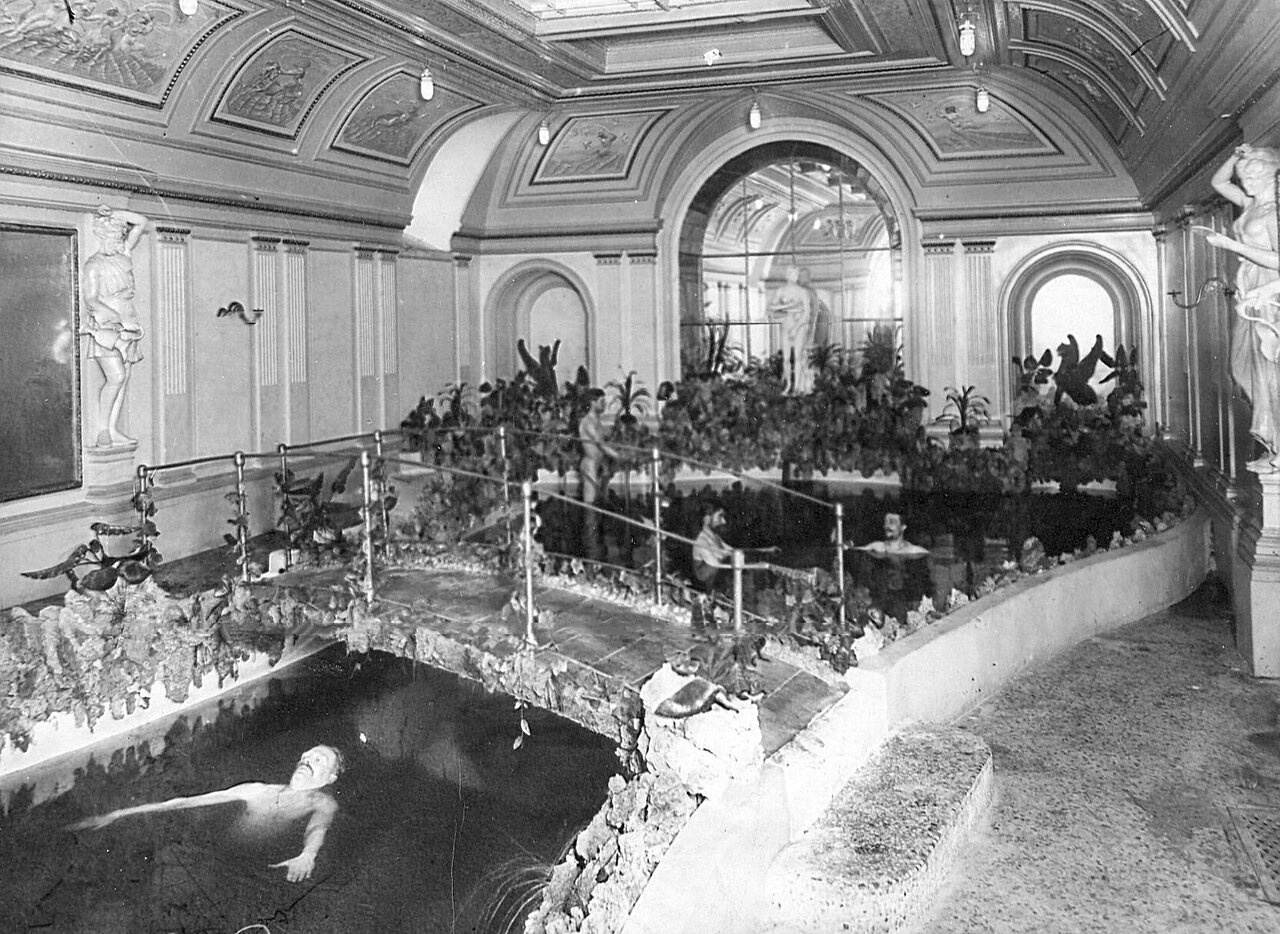
Интерьеры фешенебельных егеровских бань

Почти все бани в начале XIX века обслуживали средние и низшие сословия, так как знать начала XIX века презрительно смотрела на общественные бани, считая их варварским и безнравственным пережитком допетровской эпохи. Владение банями также традиционно считалось низким среди знати, хозяевами бань были чиновники, купцы или вдовы купцов. Желавшие париться представители знати посещали домашние бани, коих в 1815 году насчитывалось 480.
На ухудшение общественного восприятия бань влияло и удручающее состояние большинства банных заведений. Виной этому стали установленные в самом начале века фиксирование цены за вход после резких скачков цен. Бани были поделены на четыре категории в зависимости от фешенебельности. В самые дешёвые принимали 7 копеек за вход и 10 — 15 копеек для средних сословий, дорогие бани могли брать по два рубля. За невозможностью дальше повышать цены, хозяева бань начали экономить на помещениях и обслуживании посетителей. Многие владельцы бань ради доходов допускали превышение заложенной предельной вместимости вдвое или втрое способствуя антисанитарной обстановке и часто без разделения по полу. Современники описывали такие заведения, как грязные и ветхие помещения с плохим освещением, разбитыми окнами, сквозняками и прогнившими полами. Часто при топке дым заполнял до «сумрачной темноты» помещения бани, также дым распространялся по окрестностям, доставляя неудобства близлежащим домам.
Фиксированные цены мешали развиваться банному бизнесу. В 1840-х годах в городе было около 40 общественных бань и общее количество не менялось к концу века, что приводило к перегруженности заведений. В 1870-х годах в городе имелось 46 общественных бань на 650 000 или по одной на 14 000 человек. В некоторых районах банные заведения отсутствовали вовсе, например в Гавани. Немногие дельцы решались открывать банный бизнес из-за излишней рискованности вложений. Государство субсидировало постройки бань. Уже к 1870-м годам бани массово нарушали установленную таксу, требуя с посетителей дополнительные копейки. Бани становились злачными местами, где сходились представители преступного мира.

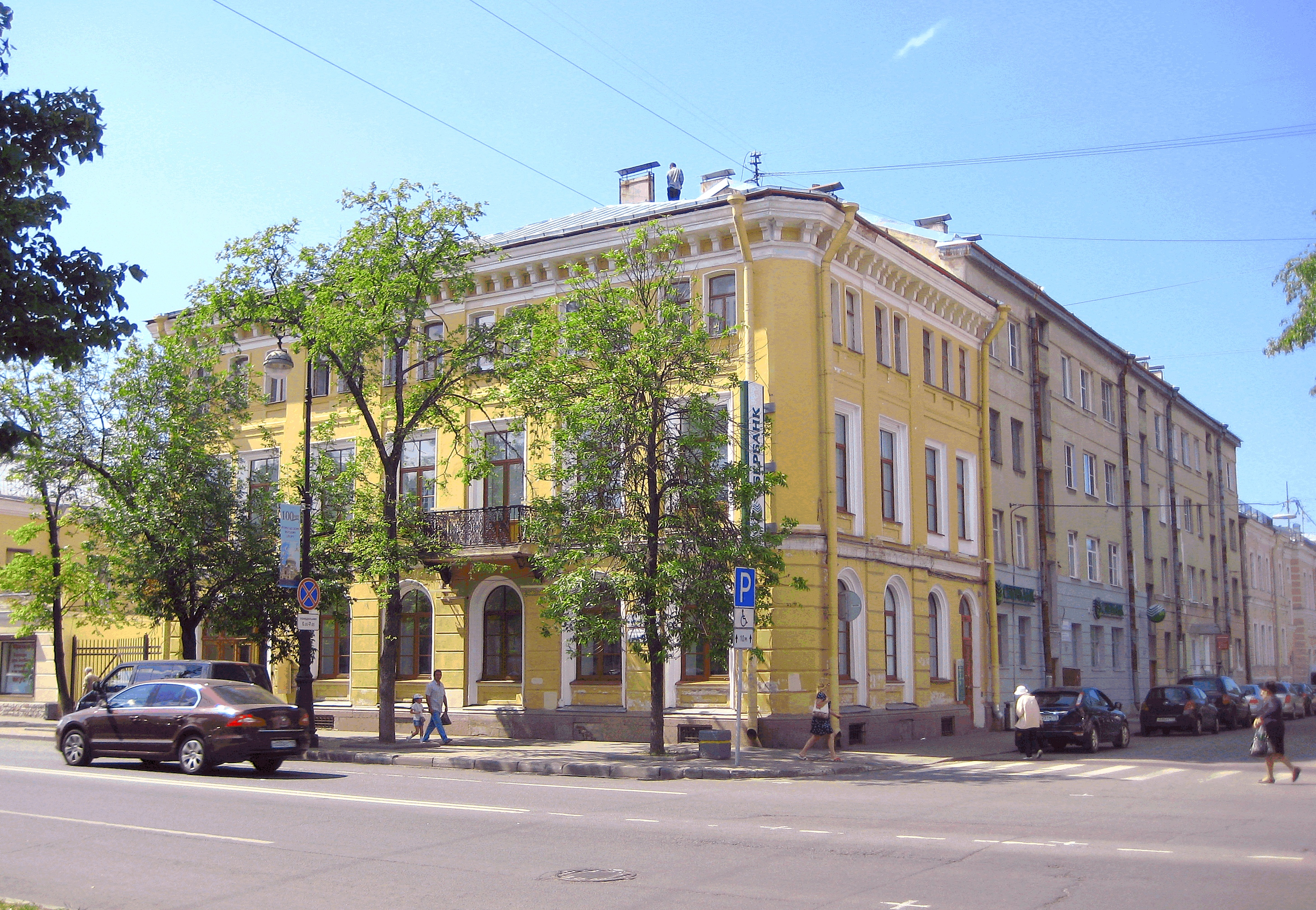
Здание бывших общественных бань, проспект Ленина, 21, Кронштадт. Дореволюционные бани внешне выглядели, как доходные дома

В 1860-е годы грязные бани стали предметом массовых волнений среди городского населения. 1870-е годы сопровождались скандалами вокруг неухоженности бань, полицейским проверкам и журналистским расследованиям. В 1879 году были изданы постановления с требованием соблюдать строительные нормы, например толщину стен или высоту потолков. В 1871 году правительство запретило строить деревянные бани, тем не менее санитарное состояние в каменных банях также было удручающим.
Самые лучшие или «чистые» бани располагались у Невы, так как вода из этой реки была самой чистой. Худшей репутацией пользовались бани у Екатериниского канала из-за своих крайне грязных вод в результате медленного течения и в народе называвшихся «канавой». Некоторые бани вынуждены были закрываться в сложившейся ситуации. В этот период почти все городские кварталы не были оснащены водопроводом, и население брало воду из ближайшего водоёма или из колодцев. Существовали исключения, например бани у Воскресенского моста брали воду из оборудованной для них водокачальной машины c 1826 года и с 1846 года — первого в городе парового насоса. Также например хозяин знаменских бань владел водопроводным предприятием.
Переломный момент настал в 1860-е годы вместе открытием  Акционерным сообществом Санкт-Петербургских воподпроводов первой водопроводной сети длиной 108 вёрст, что отныне позволяло многим баням на неудачных местах брать воду из Невы. В конце XIX века на фоне массового распространения водопровода в петербургских квартирах, жильцы массово сталкивались с «субботним безводьем», так как жители в основном по суботам посещали бани, растрачивая водопроводную воду.
В конце века на фоне оглушительного успеха воронинских бань, в городе стало появляться всё больше фешенебельных бань по образцу римских терм. Свою важную роль в строительстве, популяризации дорогих бань и совершенствовании банного хозяйства в Петербурге сыграл архитектор Павел Сюзор. По его проекту были построены например Мальцевские, Казачьи, Пушкарские, Василеостровские, Вульфовские, Бани Петрова. Среди владельцев бань помимо купцов стали появляться представители знати.
К концу XIX века владельцы бань активно рекламировали свои заведения, также предлагались бани для семейного отдыха. В конце XIX века самые фешенебельные бани находились в центре города, а дешёвые располагались в рабочих районах Александро-Невской части, там же можно было постирать одежду. Закрытые бани строились при женских учебных заведениях, военных училищах и тюрьмах, при этом в такие бани допускались только женщины.

### Строение бани
Городские бани было принято топить по «белому», то есть выводить дым наружу через трубу. В банях строились помещения для женщин и для мужчин или они впускались в разное время. Бани работали по понедельникам, вторникам, четвергам и субботам. Также они были закрыты в церковные праздники. Заведения разрешалось открывать не раннее четырёх часов утра и закрывать не позже двух ночи, хотя заведения работавшие около фабрик открывались и закрывались раньше и позже. Петербургские бани не раз становились местом действия литературных произведений, например у Салтыкова-Щедрина в «Дневнике провинциала» упоминались Воронинские бани. Петербуржцы в основном посещали бани по субботам. Большинство бань строились для извлечения больших доходов в ущерб качеству, продавая слишком много билетов и провоцируя толкучку или же наоборот экономя на топке, воде и уборке помещений. Эти проблемы приводили к царившей в таких заведениях антисанитарии, массово угрожавшей здоровью посетителей.

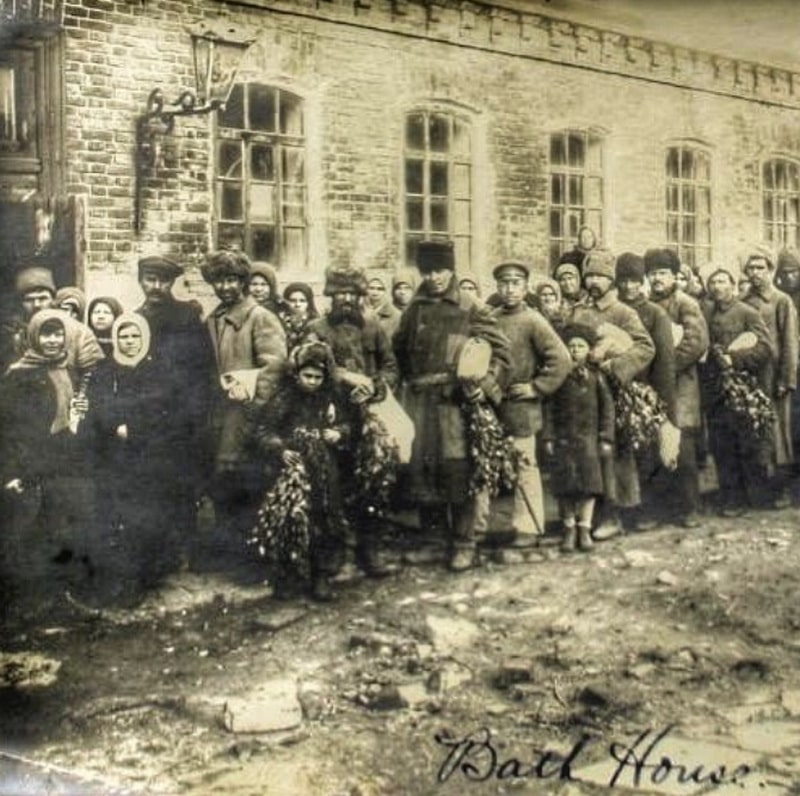
Очередь простолюдин в общественные бани

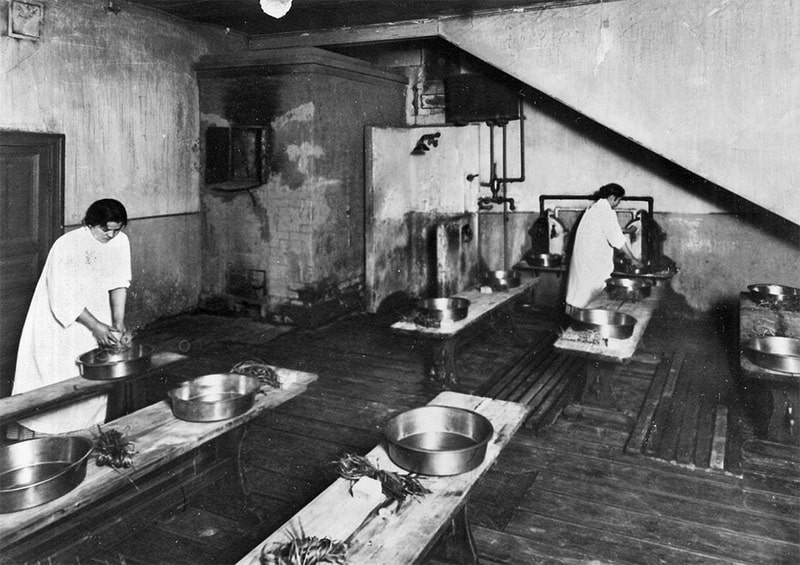
Характерный пример помещения скромной общественной бани при женском институте, 1911 год

Около бань гуляли зазывалы, махавшие вениками и кричавшее призывы отправиться в баню и банные прибаутки. При входе с улицы на банный двор сидел сборщик с ящиком, собиравший с посетителей плату за вход — «банное». Бедные горожане обычно приходили группами — семьями или артелями, чтобы сэкономить деньги. Чтобы одежду не украли во время посещения бани, группы договаривались входить в заведение по очереди и стеречь вещи друг друга. Более богатые платили сборщикам пару копеек за охрану вещей. Мыло надо было приносить с собой из дома. Бедняки подбирали брошенные другими «обмылки» или брошенные веники — «опарыши». Попав в помещение, посетитель выходил на открытый двор, выбирал несколько шаек, черпал горячую воду из котла и распаривал веник, чтобы уже затем войти в баню. На полках посетитель парился и брал холодную воду из чана, после чего возвращался во двор, мылся и отдыхал. Мыло в то время делалось из щёлока, сделанного из древесной золы. Гигиенические средства чаще всего готовились кустарным способом в домашних условиях. В банях высшей ценовой категории парильные комнаты объединялись в закрытом помещении — мыльнях. Посещение бани длилось полтора часа, за лишнее время требовалось доплачивать, вход для детей до 10 лет был бесплатным.
Из-за необходимости гулять нагишом в открытом дворе бани низшей категории, посетители часто простужались зимой. Этой проблемой заинтересовалась комиссия, потребовавшая от 30 бань соорудить во дворе временные деревянные мыльни. Владельцы бань претворяли требования без энтузиазма и повышали плату за вход. Другая проблема была связана с распространением заболеваний в случае излишней многолюдности в банях. Для этого были разработаны санитарно-гигиенические нормы, ограничивавшие максимальное количество клиентов в зависимости от размера здания. Женские бани отличались меньшими разменами и меньшей вместимостью. Другая проблема была связана с частой смертью из-за кровоизлияния и перегрева при посещении бани, в народе получившая название «смерть под веником», в Петербурге велась статистика по таким смертям. Чаще всего это были старики или пьяницы. Для избегания проблем с перегревом, посетители носили головные уборы.
В XIX веке почти при всех банях имелись номера — отдельные малые банные помещения для петербуржских семей, рабочие фабрик получали специальные «сверсметные» на возможность посещения бани семьёй. В незанятые номера приходили посетители развлечься и покутить.
Так как в городе у значительной части населения не было доступа к воде, чтобы стирать одежду, они использовали бани, как прачечные, занимаясь стиркой свой одежды. Даже когда в городе начали открываться прачечные, они не сумели перебороть уже укоренившеюся привычку. Со временем при банях стало открываться всё больше прачечных.

### Работники бань
Во всех общественных банях свои услуги предлагали банщики или банщицы. Они учились этому ремеслу в семье с детства. Банщики следили за чистотой в помещении, носили дрова, топили баню, скалывали лёд зимой или например посыпали двор золой, чтобы посетители не поскальзывались. Банщики также мыли посетителей, от двух до 15 человек в день. За дополнительную плату они также тёрли клиентов мочалками, правили животы и спины, срезали мозоли. Среди работников бань было обыденно удовлетворять сексуальные услуги, это делали как банщицы, так и банщики. Предоставление гомосексуальных секс-услуг являлось распространённым явлением в петербургских, да и в русских банях в целом. Хотя не известно, насколько это явление было распространено, тем не менее питерские банщики и банщицы постоянно лечились от сифилиса.
Существовала тенденция, что банщики были моложе банщиц. Если среди мужчин абсолютно преобладал юношеский возраст, то банщицы были в основном старше 40 лет. Объяснялось это тем, что мужчины выполняли тяжёлую работу и рано теряли силы, а банщицы часто без семьи крепко держались за работу, чтобы не оказаться на улице. Часто банщики и банщицы имели долги перед хозяином бань и по сути попадали в рабство. Банщицами также называли нищенок у бань, которых нанимали для услуг посетительницы, чаще купчихи. Также банщицы и банщики могли обслуживать посетителей обоих полов в фешенебельных банях. Работа банщиком была крайне тяжёлой, продолжаясь до 20 часов в сутки. В остальное время банщики спали на скамьях для раздевания. Жалования не платились, и банщики рассчитывали на деньги от клиентов. Часть полученных денег надо было отдавать владельцу бани, а другую часть отдавать в общую артель и делить поровну. Оставшиеся деньги банщики часто отсылали в родную деревню. Деньги из кассы членов артели использовались на покупку пива и кваса для посетителей, мочалок, мыла, простыней.
В банях также работали «бабки» — целительницы-знахарки, которые давали клиентам снадобья для натирания или употребления внутрь или заговаривали раны или болезни. Многие посетители отправлялись в бани специально за услугами бабок. Нерадивые банщики, часто сами хозяева бани или их родственники в простонародье назвались «рыжими приказчиками».

### Культурное восприятие бань
Так как Петербург строился как город, подражавший европейской культуре и сам Пётр I стремился приобщить русских к западной культуре, он мог в рамках этой тенденции запретить торговые бани, да и в целом добиться запрета мытья, как это было принято в странах западной Европы в начале XVIII века, где заведения общественного мятья считались недопустимыми, как источник разврата. Тем не менее Пётр I был поклонником русской бани и с самого начала разрешал строить новоприезжим бани и развивать дело торговым баням, даже если это продолжало портить общественное восприятие русских со стороны европейцев, как варваров.

С проблемой «разврата» на фоне обвинений французских путешественников в безнравственности русских боролись с помощью регламентов, например запрет с 1743 года на смешанное пребывание женщин и мужчин в банях, однако многими этот устав не соблюдался. В 1782 году вышел второй закон, требовавший оборудовать для женщин и мужчин отдельные бани, а также чтобы мужчин обслуживали банщики, а женщин — банщицы. В 1782 году было запрещено брать с собой сыновей старше семи лет в женские бани. В стремлении половой сегрегации, от бань требовалось впускать посетителей разных полов в разное время, перегораживать бани тесовыми перегородками, тем не менее совместное мытьё продолжало существовать в XIX и XX веках. Под влиянием мнения европейских современников, многие русские аристократы отказывались посещать баню, рассматривая её как постыдную старинную привычку. Русские учёные доктора и городские чиновники считали баню привычкой простонародья.

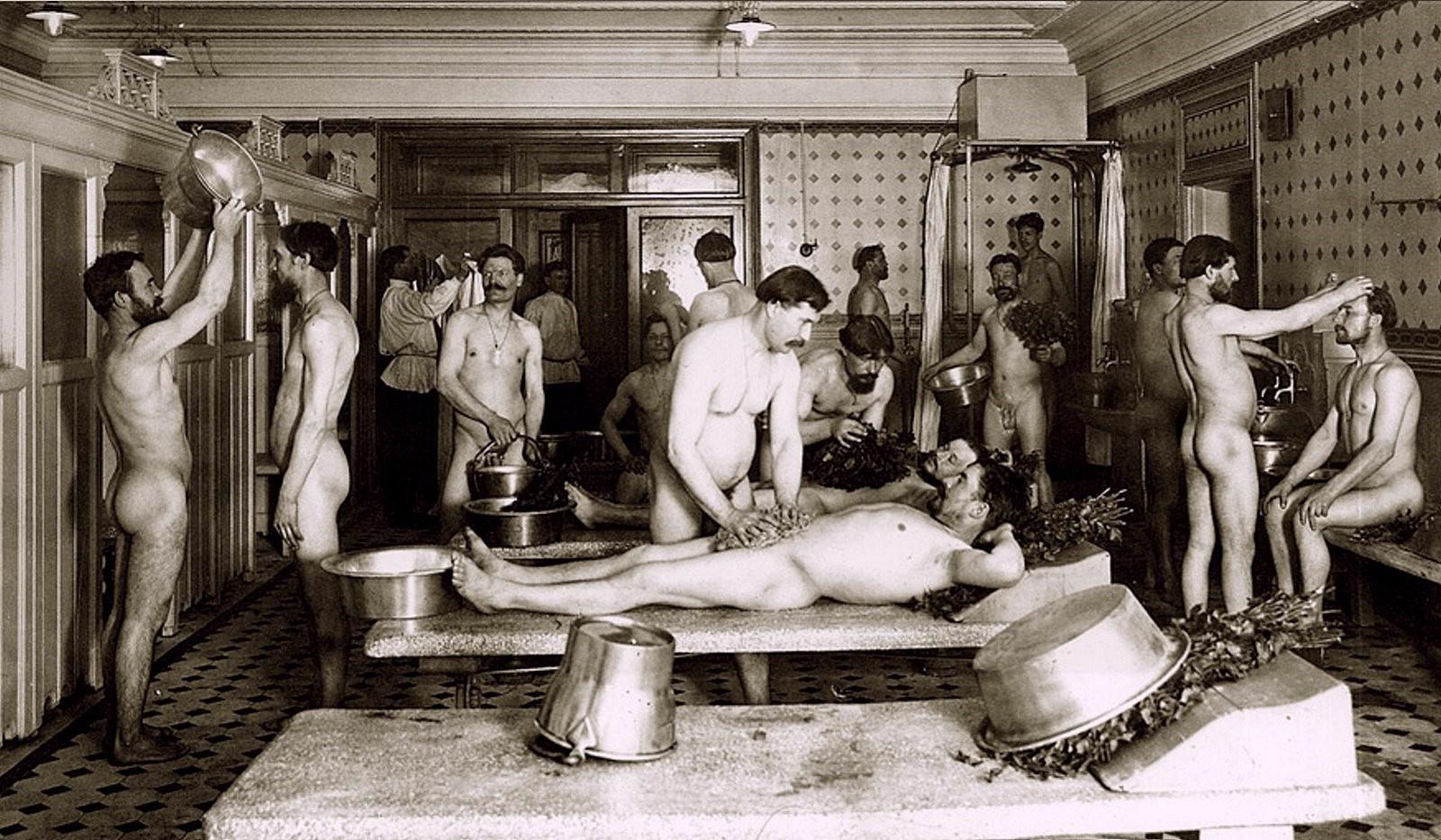
Бани Егорова, мужская часть, 1910 год

Прибывавшие в Петербург европейские медики изучали русские банные обычаи с точки зрения медицинского интереса. Это в свою очередь повлияло на возникновение к концу XVIII века среди медиков западной Европы дискурса о пользе мытья в общественных заведениях, чья общая польза в профилактике болезней по их мнению перевешивала творящийся в таких заведениях «разврат», постоянно ссылаясь на российскую банную культуру. Свой вклад в признание общественных бань в западной Европе внёс Антониу Санчес, друживший с Екатериной II и применявший свои практики в лечении петербургской знати. Сам Санчес также в России с большим успехом пропагандировал медицинскую ценность банных процедур. Медик составил рекомендации по обустройству бань, должному поведению в них для минимизации рисков здоровья посетителей.
Бани до середины XIX века крайне редко упоминались в русской литературе и статьях, так как ассоциировались с низшей, крестьянской культурой, места которой не было в высшем свете. Если подобные заведения и упоминались, то только как рассадники грязи и безнравственности. Основными посетителями бань были простолюдины. Наоборот, западные мыслители приезжавшие в Петербург для изучения бань затем у себя на родине призывали к возрождению общественных купален, взывая к трактатам Санчеса. XIX век стал на западе переломным в споре вокруг общественных купален, так как голоса моралистов, рассуждавших о банях, как о рассаднике распутства уступили дискуссиям об общественной гигиене и профилактике от болезней среди населения. В середине XIX века по образцу петербургских общественных бань, первые общественные купальни стали строить в Берлине, Лондоне, Париже и Нью-Йорке.
К 1880-м годам сложилась ситуация, когда восприятие общественных купален на западе среди знати было уже лучше, чем у российского высшего света. Русские бани стали рассматриваться, как предмет гордости сторонниками национального самосознания. Принятие и активное внедрение общественных купален в странах запада к концу XIX века повлияло и на восприятие общественной бани в России в лучшею сторону и их стали окончательно воспринимать, как положительный символ русской культуры. Государственные органы начали активно регламентировать правила обустройства бань и поведения в них, понимая проблемы, связанные с массовым нарушением санитарных норм в торговых банях. В это же время стало открываться множество новых фешенебельных бань в Петербурге. Петербургские бани также начали активно упоминаться в русской литературе конца XIX века.

## Начало XX века
Первое десятилетие XX века сопровождалось строительством ряда новых бань в связи с ростом городского населения. В 1907 году в городе имелось 78 бань. На фоне смягчения общих нравов после революции 1905 — 07 годов, общественные бани Петербурга сыскали славу одних из главных мест для гомосексуальных встреч. Хотя это явление не было новым, оно впервые стало придаваться общественной огласке в том числе стараниями писателя и открытого гея Михаила Кузьмина.
Торговые бани ругали за создаваемые там антисанитарные условия ради большей выгоды. Появлявшиеся санитарные инспекции с переменным успехом следили за исполнением общих правил. Массово появляющиеся при фабриках бани ускользали от государственного надзора, часто там впускали работников по завышенной цене и требовали дополнительно платить за горячую воду и дрова. В городе существовала одна фабричная баня, которая управлялась самими рабочими и без банщиков, однако это было исключение из общего правила, где фабричные бани злоупотребляли в условиях повышенного спроса. Жалобы на бани со стороны фабрикантов стали массовым явлением, однако попытки регулирования сталкивались с бюрократией.
Крайне быстрый рост населения привёл к перегруженности имевшихся бань и усложнённому доступу к ним со стороны рабочих. Городская санитарная комиссия постановила, что бедная часть населения вынуждена посещать переполненные, плохо оборудованные и дурно управляемые торговые бани. Тогда было предложена идея построить первую «народную баню» — в удобном месте и с хорошим управлением. Работы над строительством начались в 1916 году, но так и не увенчались успехом.

## Петроград
В 1917 году в городе рухнула налаженная двумя веками система банного хозяйства. Постановлением ВЦИК от 20 августа 1918 года об отмене частной собственности все петроградские бани переходили в собственность государства. Бани, лишённые хозяев быстро приходили в упадочное состояние. Первые годы советского правления сопровождались странными решениями со стороны руководства, например переоборудование одной из бань в крематорий или открытие новой бани в здании тюрьмы. Приравнивание бани к крематорию стало частью градостроительного замысла в СССР, что повлияло и на облик будущих бань, имевших в строении схожесть с крематориями.

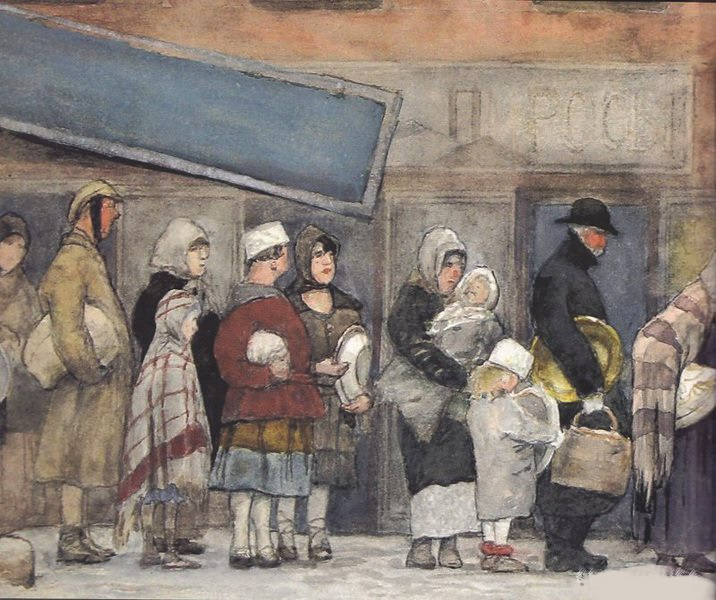
Очередь в баню, Кустодиев, 1921 год

К 1927 году в городе сложилось бедственное гигиеническое положение. Жители продолжали мыться в дореволюционных банях, чьё количество упало с 1917 года с 75 до 32-х. Многие дореволюционные бани приспособили под другие нужды, например офисы райкомов. Оставшиеся бани пребывали в упадочном состоянии и были перегружены. Чтобы попасть в них, жителям приходилось стоять в очередях. В Петрограде стало открываться множество нелегальных бань-притонов с секс-работницами. Петроградский банный бизнес оказался связан с городской секс-торговлей, поэтому в такие заведения периодически устраивала рейды милиция. Хотя формально все бани были национализированы, в условиях НЭПа они сдавались в аренду предпринимателям и функционировали, как частные. Налоги с бань выступали важной частью доходов городской казны.
В город массово прибывали люмпены, не желавшие соблюдать традиции русской бани, и власти всячески вели пропаганду о важности посещения этих заведений. Например работникам «Красного судостроителя» организовывали коллективное хождение в бани.
Возведение новых бань постоянно выступало частью политической повестки, но не находило воплощения за неимением денежных средств. Например ещё в 1920-м году в Петрограде задумывалась постройка районных терм на территории Литовского замка с плавательным бассейном, душами и ванными, а также с залом со скеттинг-рингом, гимнастическом залом и трибунами для публики. Власти задумывали возведение грандиозного здания со своей площадью. В 1921 году была разработана программа по составлению проектов петроградских районных бань, в городе планировалось построить по одному заведению на 50 000 человек в том числе и с бассейнами. В новых банях постановлялось отказываться от шаек и заменять их душевым мытьём. В этот период стали постепенно отказываться от слова «бани» в пользу «купальни», «термы» или «здания для мытья».

## Ленинград
До второй мировой войны, у большей части населения Ленинграда не было доступа к ванне. В подавляющем числе ленинградцы жили в коммуналках, чьи дореволюционные помещения не были оборудованы для мытья на дому. Как и горожане, так и руководство придерживались традиционной идеи того, что главным местом для гигиены выступали общественные бани, поэтому обеспечение населения банями было в приоритете. Доступ к общественной бане, соответствующей всем гигиеническим стандартам выступало частью советской идеологии. Ленинград унаследовал разрушенную революцией и гражданской войной банную инфраструктуру, которая и до этого страдала от множества проблем. Эту инфраструктуру приходилось фактически отстраивать заново.

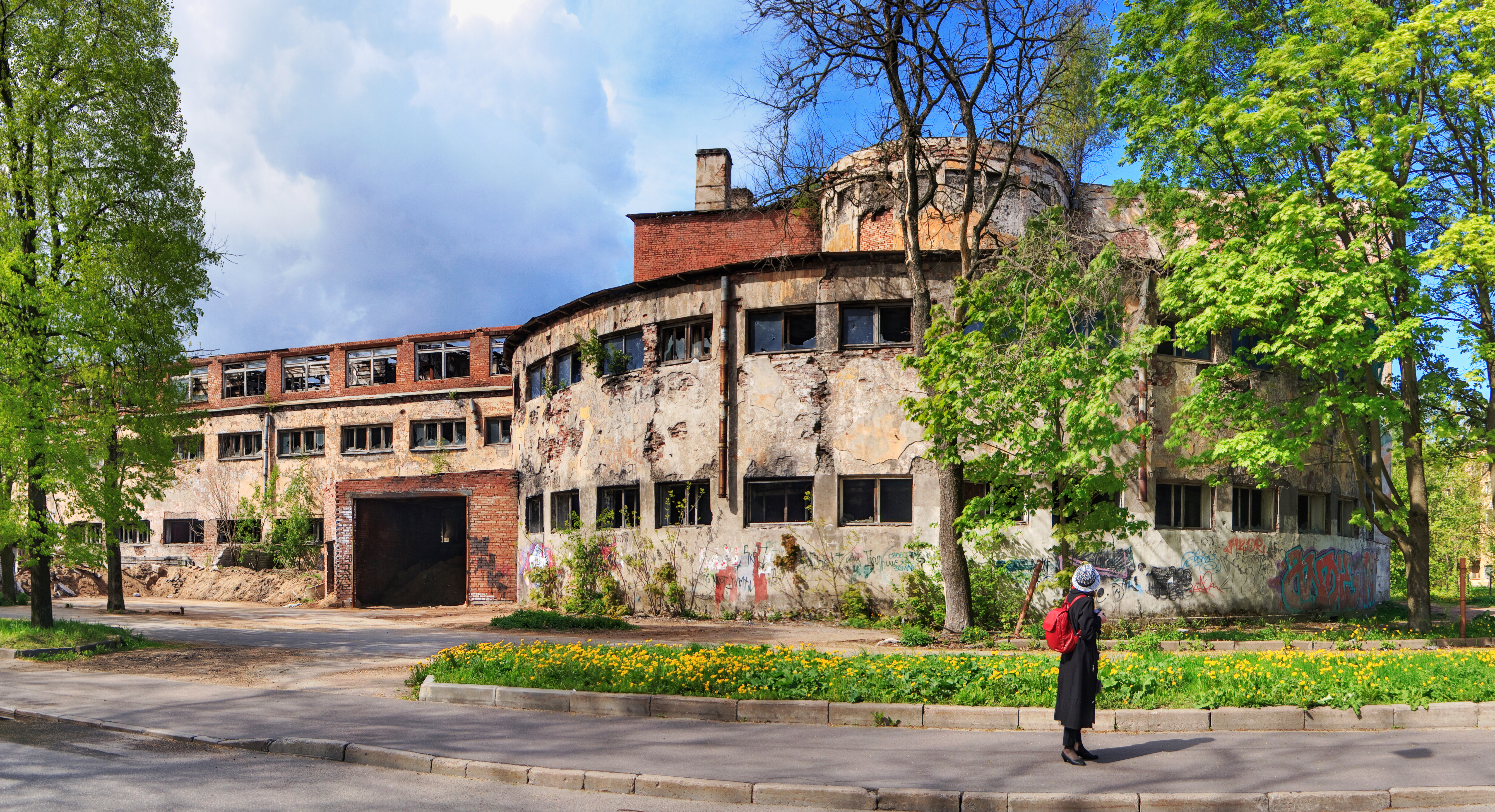
Бани «гигант»

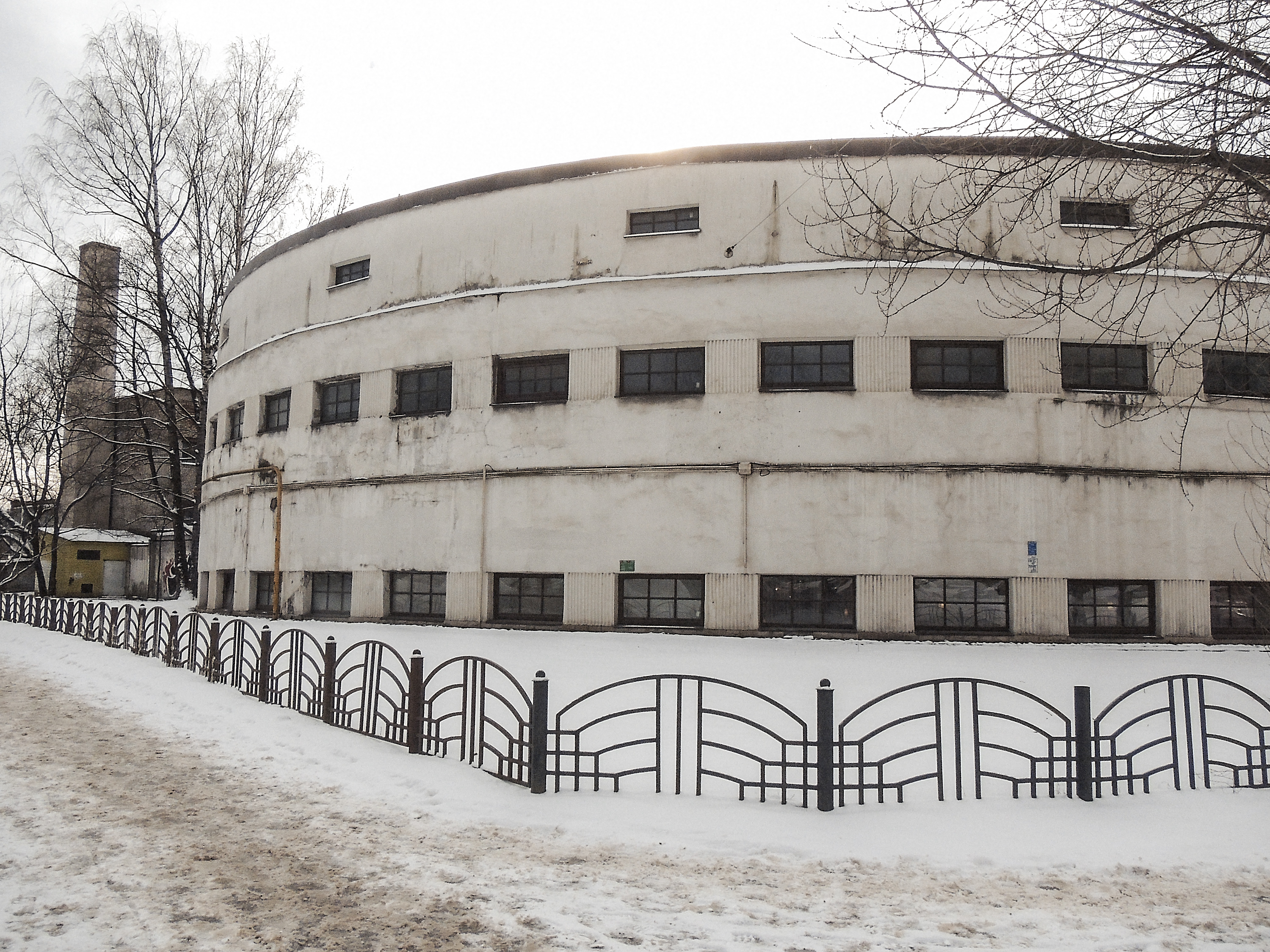
Круглые бани

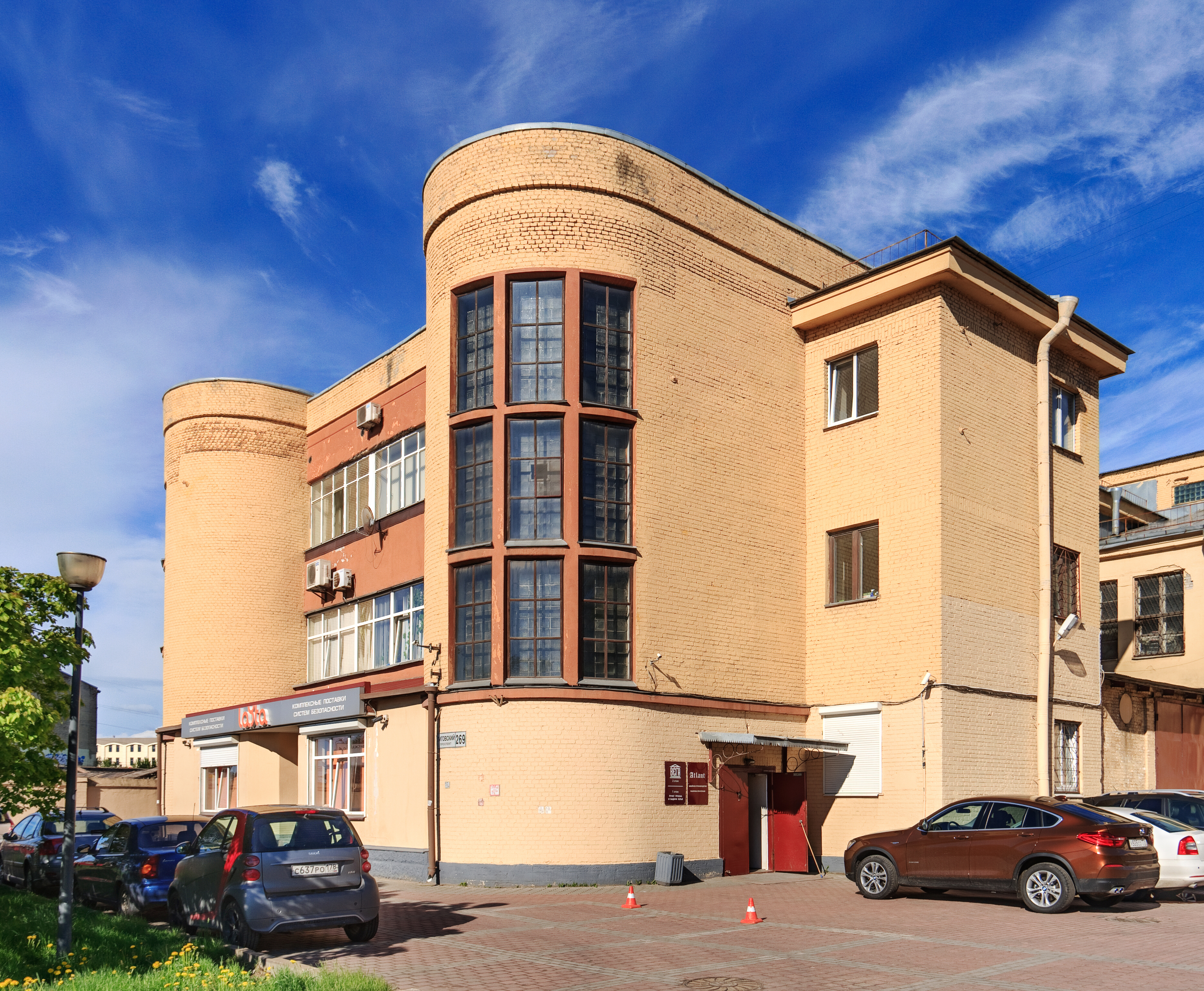
Лиговские бани

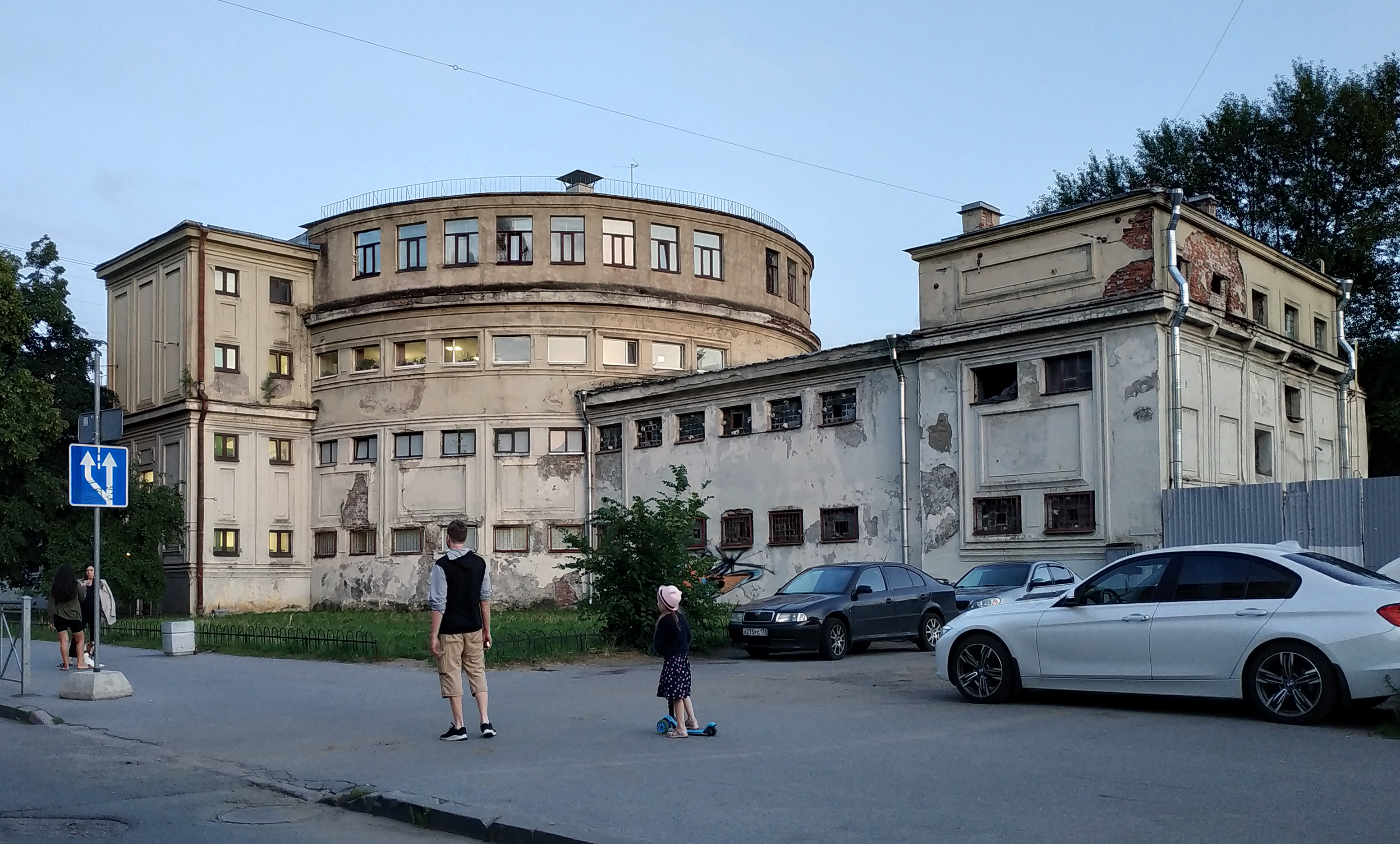
Геслеровские бани, они же Чкаловские или Разночинные

В 1930 годы начали открывать первые крупные бани нового советского образца и шедевры ленинградского конструктивизма. «Круглые», построенные в 1930 году, были рассчитаны на ежедневную пропускную способность в 2100 человек. В этом же году на Ушаковской улице открылся второй массивный банный комплекс «Гигант», рассчитанный на 4000 человек ежедневно. Третий масштабный проект — Геслеровские бани, построенные ещё в 1920-е годы как общественный душ, но перестроенные в 1934 году, где оборудовали парные и бассейн. Менее крупные здания, но также характерные образцы советского авангарда — Лиговские и Станционные бани. Новые заведения стали популярными у жителей, а ежедневные нормы в банях перевыполнялись. В следующее десятилетие был построен ряд общественных бань, ориентированных на максимально высокую пропускную способность. В 1931 году в Ленинграде работала 51 баня, три десятка из которых были ещё дореволюционными. «Вечерняя красная газета» признавалась, что это было вдвое ниже нормы. В имевшихся банях часто не хватало воды, особенно в час пик. Советские газеты сообщали о перегруженности бань и не соблюдении в некоторых банях санитарно-гигиенических норм, особенно в дореволюционных, где были часто неисправные души и проблемы с отоплением. Серьёзной проблемой для бань было массовое воровство кранов и шаек в связи с острым дефицитом товаров, в 1930 годы в заведениях почти не осталось тазиков. В 1937 году было постановлено снабдить ленинградские бани 50 000 тазами, в итоге ленинградцы сумели в короткое время «обеспечить» себя 13 000 шайками. Для борьбы с массовым воровством, помещения бань стремились переоборудовать для бесшаечного мытья.
Несмотря на возведение двух крупных бань, чрезмерная перегруженность оставалась серьёзной проблемой, а на строительство новых масштабных проектов не хватало денег. Правительство Ленинграда объявило «пятилетку чистоты» в рамках которой предполагалось строительство 19 бань среднего размера и реконструкция 30 старых бань. Бани предполагалось прикреплять к определённым заводам, чтобы те обслуживали их работников. Однако такая система не прижилась. В итоге новые бани средних размеров продолжали возводиться до начала 1940-х годов, также переоборудовались старинные бани. Они могли открываться ещё до завершения ремонта из-за острой нужды. Например в 1938 году самые крупные бани, открывшиеся к концу десятилетия — «Воронежские бани» на 316 человек в час а в 1939 году — «Чайковские бани» — на 520. К началу 1940-х годов в Ленинграде действовали 64 бани на 22 000 мест. Даже в этой ситуации бань не хватало, дореволюционные бани продолжали ещё пуще приходить в негодность. Коренные петербуржцы по привычке предпочитали посещать старые бани.
В рамках избавления от излишеств, на материалах при строительстве новых бань начали экономить, что приводило к быстрой порче строительного материала, при этом банные строения были экспериментальными и игнорировали многовековые дореволюционные техники по построению банных заведений. Характерным примером стала открытая в 1939 году баня в Парголово, которая была вынуждена закрыться через пару дней. Несмотря на то, что старые и новые бани обозначались по номерам, петербуржцы давали новым баням неофициальные имена, чаще всего по адресу.

### Блокада
Дальнейшим проектам по строительству бань помешала начавшаяся в 1941 году Великая Отечественная война. Блокада Ленинграда сопровождалась санитарной катастрофой. В первые два года не работали водопровод и отопление. Все имевшиеся бани были закрыты, значительная часть из них пострадала от обстрелов, три из них были полностью разрушены. Вместе с улучшением ситуации в 1942 году, в красногвардейском районе коротко открылись четыре бани. В этом же году в рамках «неотложных мероприятий по бытовому обслуживанию трудящихся города» было поручено ввести в строй не менее двух бань с прачечными в каждом городском районе. Для этих целей требовалось восстановить водопровод. Исполкомам было велено помогать ленинградцам организовывать в подвалах домов простейшие бани. От всех эвакуируемых из города требовали справку о недавнем посещении бани и санитарной обработке для профилактики распространения заболеваний.
Уже в мае 1942 года была восстановлена работа 34 бань, которые были переоборудованы в санпропускники, через которые ежедневно проходило 80 000 человек. По крайне мере об этом рапортовала советская пропаганда. Исходя из воспоминаний переживших блокаду, санобработки были обязательны, но неэффективны в свете нужды днями ждать очереди на эвакуацию. Люди были настолько истощены голодом, что посещение санпропускника могло им только ещё больше навредить. Сами блокадники собственными силами устраивали самодельные бани в подвалах. Попасть в открывшиеся бани в 1942 году было трудно, и жителям выдавались талоны на посещение. Тем не менее многие блокадники воспринимали открытие бань, как радостное событие.

### Поздний период

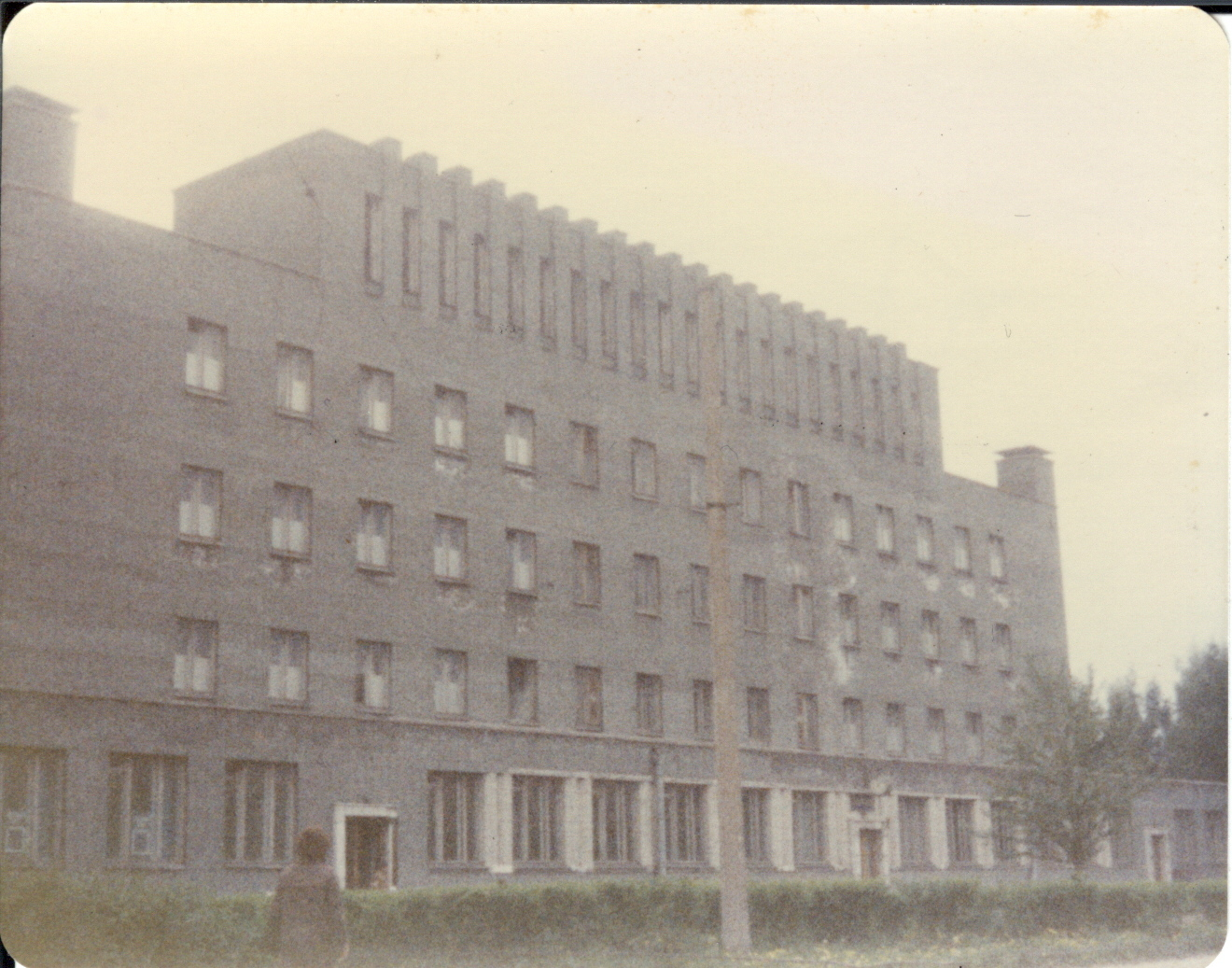
Типовые бани на Таллинской улице, 1977 год

После окончания войны строительство новых бань продолжалось, их сильно не хватало с учётом постоянного роста городского населения, и среди ленинградцев сохранялась традиция периодически посещать бани. В 1950-е годы было простроено десяток бань как в городе, так и ближайших посёлках. В конце десятилетия в институте Ленгипрогор был разработан типовой проект бань с прачечными на 50 и 200 мест для Ленинграда и затем других советских городов по проектам архитекторов Файнберга, Горбачёва, Гальперина и инженера Иоффе. В 1960-е и 1970-е годы в Ленинграде были построены шесть типовых бань. На их фоне выделялась построенная на проспекте Ветеранов баня на 500 мест. В 1968 году в городе работало 95 общественных бань. В пяти из них стиралось бельё во время посещения бани хозяином. Такая форма обслуживания существовала в фешенебельных банях в конце XIX века. В 1973 году в городе уже работало 88 бань на 27 000 мест, ежегодно их посещали 37 000 000 раз. Бани страдали от редких и медленных ремонтов, многие заведения постепенно приходили в обветшавшее состояние. Из-за долгих согласований ремонт бани мог растягиваться на годы. В попытке решить назревавшую с каждым годом проблему в Ленинграде был образован орган «Объединение бань Управления предприятий коммунального обслуживания». В 1980 году в Ленинграде действовало 77 бань на 22 000 мест, к 1987 году их количество сократилось до 51, так как всё большее количество ленинградских квартир были обеспечены душевыми, и нужда в банях отпадала. По нормативам, обеспеченность банями составляла 77 % и только 15 бань отвечали предъявляемым требованиям. В 1986 году ленинградские бани продолжали посещать люди, у которых дома отсутствовала возможность мыться. В 1970-е годы в банях вновь начали предлагать забытые с революции услуги банщика-мойщика и возможность сдать бельё в срочную стирку. В 1970-е и 1980-е годы бани стали любимым местом для представителей художественной интеллигенции.

## Новейшее время
В 1990-е и начало 2000-х годов многие советские бани закрылись, а те, что продолжали работать, пришли в упадочное состояние. В начале XXI века бани продолжали посещать люди из соблюдений традиций, или при отсутствии бытовых удобств. Многие посетители были старожилами. Очередей в бани, как в прошлом, не было.
Большинство современных жителей Петербурга имеют дома душ и ванную. За ненадобностью посещать бани большинством горожан, сформированная при советском режиме банная система начала приходить в упадок. По данным на 2008 год, основные посетители общественных бань делали это из-за отсутствия дома душа, остальная треть посетителей указывали другие причины. При этом вместе с продолжавшимся процессом закрытия общественных бань старого образца жители коммуналок к концу 2000-х столкнулись с трудностью добираться до ближайших бань и повышением цен в оставшихся банях
Начало XXI века стало переломным моментом в общественном восприятии бань. Сама цель посещения таких заведений поменяла свой первоначальный смысл. Если раньше это было для большинства населения единственным способом соблюдения чистоты тела, то в XX века бани стали всё чаще посещать ради досуга и общения. Вместе с этим стало меняться и восприятие бань, как мест для закрытых встреч и тайных переговоров. На место устаревающих советских бань стали приходить модные сауны и спортивно-оздоровительные клубы. В 2010-е годы общественные бани, по большей части, становились частными предприятиями, выполняющими развлекательную роль наряду например с ресторанами, кафе или барами. Особым событием стала реставрация знаменитых в дореволюционном Петербурге фонарных бань, где были восстановлены старинные интерьеры.
В 2023 году обсуждался план по реконструкции более 20 общественных бань.